# آرثر إيوستاس
آرثر إيوستاس (بالإنجليزية: Arthur Eustace) هو عداء سريع نيوزيلندي، ولد في 22 أبريل 1926، وتوفي في 24 أبريل 2018 في Waikanae ‏ في نيوزيلندا.

## روابط خارجية
- آرثر إيوستاس على موقع اتحاد ألعاب الكومنولث (مؤرشف) (الإنجليزية)